# 231 Vindobona
231 Vindobona è un asteroide della fascia principale del diametro medio di circa 82,33 km. Scoperto nel 1882, presenta un'orbita caratterizzata da un semiasse maggiore pari a 2,9181575 UA e da un'eccentricità di 0,1571124, inclinata di 5,09689° rispetto all'eclittica.
Il suo nome deriva dall'antico nome latino della città di Vienna.